# Digitaria asthenes
Digitaria asthenes är en gräsart som beskrevs av Clayton. Digitaria asthenes ingår i släktet fingerhirser, och familjen gräs. Inga underarter finns listade i Catalogue of Life.